# アレハンドラ・グスマン

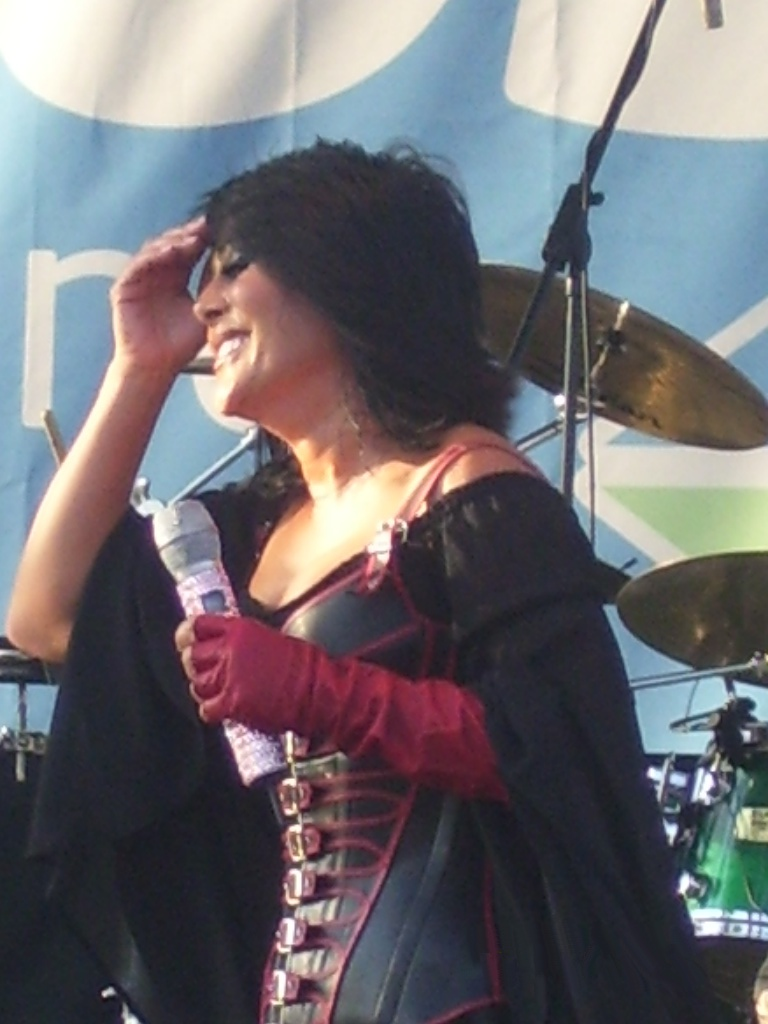
アレハンドラ・グスマン

アレハンドラ・ガブリエラ・グスマン・ピナル（Alejandra Gabriela Guzmán Pinal、1968年2月9日 - ）は、メキシコシティ出身のロック歌手、女優。父親はベネズエラ出身の歌手、俳優のエンリケ・グスマン、母親はメキシコの女優シルビア・ピナル。

## ディスコグラフィ
- Bye Mamá (1988年)
- Dame Tu Amor (1989年)
- Eternamente Bella (1990年)
- Flor de Papel (1991年)
- Libre (1993年)
- Enorme (1994年)
- Cambio de Piel (1996年)
- La Guzmán (1997年)
- Algo Natural (1999年)
- Soy (2001年)
- En Vivo Desde El Auditorio Nacional (2002年)
- Lipstick (2004年)
- Indeleble (2006年)